# Madeleine Dullier
Madeleine Dullier (Mellet, 30 april 1907 - Courcelles, 20 april 2018) was als 110-jarige sinds het overlijden van de 111-jarige Fernande De Raeve op 6 december 2017, de oudste levende persoon in België.

## Biografie
Dullier werd in 1907 geboren in Mellet. Ze woonde in een verzorgingstehuis in Courcelles.